# سید شمس‌الدین میرپور طهرانی
سید شمس الدین میرپور طهرانی از فقها، علما و دانشمندان شیعه در قرن سیزدهم بود.
وی در سال ۱۲۲۱ خورشیدی در خاندانی بسیار قدیمی و سرشناس تهرانی در شمیران به دنیا آمد. نیاکانش از سادات دانشمند و روحانیون و فقهای حوزه علمیه تهران مشهور به «میرطهرانی» بودند.
او از متکلمان به نام شیعه است که رساله و کتب متعددی در نشر و تبیین اعتقادات شیعه دارد.
وی پدر سید حسین میرپور طهرانی است.
سید شمس الدین میرپور طهرانی در سال ۱۳۰۶ در شمیران درگذشت.